# نور شمالی (فیلم)
نور شمالی (انگلیسی: Northern Lights) فیلمی در ژانر درام به کارگردانی جان هنسون و راب نیلسون است که در سال ۱۹۷۸ منتشر شد. از بازیگران آن می‌توان به سوزان لینچ و جو اسپانو اشاره کرد. این فیلم برنده دوربین طلایی از جشنواره فیلم کن شده است.